# Slechtnieuwsgesprek
Een slechtnieuwsgesprek is een dialoog waarin er op een directe manier enige vorm van slecht nieuws wordt verteld. Doel voor dit gesprek is het overbrengen van het slechte nieuws. Eventueel aansluitende bespreekpunten kunnen voorstellen voor een alternatief zijn of een andere oplossing.
Een slechtnieuwsgesprek komt relatief vaak voor binnen de medische wereld, wanneer een arts of verpleegkundige aan een patiënt en/of diens naasten moet bekendmaken wat de uitslag is van enig medisch onderzoek. Zo kan blijken dat een ziekte niet te genezen is, of dient aan familie te worden verteld dat de patiënt is overleden.
Daarnaast zijn andere situaties waarin eveneens slechtnieuwsgesprekken kunnen voorkomen, zoals wanneer een werkgever aan een werknemer diens ontslag bekendmaakt.
Voor het voeren van een slechtnieuwsgesprek bestaan verscheidene technieken.